# Guarda Nacional de Porto Rico

insígnia

A Guarda Nacional de Porto Rico ( PRNG ) - em castelhano:  Guardia Nacional de Puerto Rico  – é a guarda nacional da Comunidade dos Estados Unidos de Porto Rico . A Constituição dos Estados Unidos atribui especificamente à Guarda Nacional missões federais e estaduais duplas, que incluem fornecer soldados e aviadores para o Exército dos Estados Unidos e a Força Aérea dos Estados Unidos em emergências nacionais ou quando solicitado pelo presidente dos Estados Unidos, e para executar operações militares em nível estadual ou qualquer outro serviço legal solicitado pelo governador de Porto Rico. O PRNG responde ao governador de Porto Rico, que atua como seu comandante-em-chefe e transmite ordens com o ajudante geral de Porto Rico atuando como canal, e sua missão local é responder conforme solicitado em tarefas militares ou civis. No exterior, sua principal função é formar uma reserva capaz de fornecer pessoal adicional em um cenário de guerra.

## Contexto

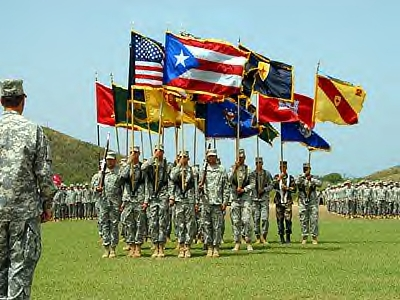
Guardas Nacionais de Porto Rico em 2012

O PRNG tem suas raízes nas primeiras milícias porto-riquenhas fundadas por Juan Ponce de León durante o século XVI e se orgulha das batalhas que seu antecessor venceu contra os Taíno, marinhas inimigas, piratas, corsários e bucaneiros, como Francis Drake, Cumberland e Baldiuino Henrico, séculos antes de fortalezas como Castillo San Felipe del Morro. Estas forças, que antes operavam de forma semelhante aos Minutemen, estiveram envolvidas em uma série de incursões militares e piratas durante o período colonial espanhol. Devido a isso, o PRNG afirma ser o único membro da Guarda Nacional dos Estados Unidos a ser produto de duas linhagens distintas.
A entidade reivindica uma tradição única que, ao contrário do resto das guardas nacionais estaduais, também inclui o início do período americano que antecedeu a criação das Treze Colônias. Esta afirmação é refletida em seu primeiro brasão que retrata a derrota dos britânicos na segunda Batalha de San Juan e no emblema usado pelo 295º Regimento, desenhado por John Roqueña em 1953, que apresenta um homem vestindo um morion. O primeiro brasão do PRNG apresentava um leão guardando uma torre no topo de uma ilha localizada no meio de um campo azul representando o oceano, a besta representando a milícia guardando San Juan, três veleiros que representam a bóia britânica derrotada em 1798, e uma ovelha ao lado de um livro vermelho representando Porto Rico como visto no brasão. Desde o início, as unidades estacionadas em Porto Rico usaram uma mancha amarela e vermelha que apresenta um guerite, semelhante às de El Morro.
Após a Guerra Hispano-Americana em 1898, a Espanha cedeu Porto Rico aos Estados Unidos. As autoridades militares dos EUA discutiram o valor militar de Porto Rico. Ofereceu um tremendo valor comercial na expansão do comércio entre os EUA, América Central e do Sul. Por causa das mudanças políticas no início do século 20, a importância militar estratégica de Porto Rico cresceu. Em 1906, um grupo de porto-riquenhos se reuniu com o governador Winthrop e o comissário do interior, Lawrence H. Graham, para organizar uma Guarda Nacional de Porto Rico. O público apoiou este esforço e algumas empresas foram organizadas, em diferentes localidades da ilha: Yauco sob o comando do Capitão Santiago Vivaldi; Juana Díaz, comandada pela Capitã Diaz-Brik; Peñuelas do capitão Gabino Balasquide; e dois em Ponce por Pedro Juan Armstrong, Mario Belaval, J. Oppenheimer, F. del Valle e Doutor Laguna. Em San Juan, três empresas foram organizadas sob Federico Vall-Spinosa, Justo Barros, J. del Barril, R. Swigett, J. Doere, Lugo Vinas e F. Fano. À medida que as companhias iam sendo formadas, todos os oficiais e soldados tiveram que comprar seus próprios uniformes e mantimentos, já que não havia financiamento do governo para o empreendimento. Esta organização falhou devido à lei federal dos Estados Unidos existente, que proibia a formação de qualquer força armada dentro dos Estados Unidos e seus territórios sem autorização do Congresso.
O primeiro regimento da Guarda Nacional de Porto Rico, "Primeiro Regimento de Infantaria", foi organizado em 2 de junho de 1920 e reorganizado em 26 de dezembro de 1922, como o 295º Regimento de Infantaria. Em 1º de março de 1936, foi organizado o 296º Regimento de Infantaria. Antes, o 296º existia como batalhão do 295º Regimento de Infantaria. Em 30 de outubro de 1950, o Partido Nacionalista Porto-riquenho organizou uma série de revoltas em várias cidades de Porto Rico contra o governo dos Estados Unidos e o governo da comunidade porto-riquenha no que é conhecido como Revoltas do Partido Nacionalista Porto-riquenho dos anos 1950 . A Guarda Nacional de Porto Rico foi mobilizada sob o comando do general adjunto de Porto Rico Luis R. Esteves por ordem do governador Luis Muñoz Marín e enviada para enfrentar os nacionalistas em várias cidades como Jayuya, Utuado e San Juan.
Devido à falta de invasores beligerantes, o PRNG tem participado em várias funções, como coordenação durante desastres naturais (principalmente tempestades tropicais, furacões, inundações e secas) reparação de estradas, pontes, matrizes de telecomunicações e aquedutos. O PRNG também abriga outras disciplinas, incluindo uma banda e um ramo de serviços religiosos que inclui credos pessoais, embora diferentes. Através destes, a organização também se relacionava com outros órgãos e entidades governamentais, organizando pontualmente desfiles ou concursos amistosos ou diversões através da sua unidade artística, a Banda 248. Caso contrário, a organização faz doações para outras iniciativas, principalmente a Cruz Vermelha e entidades congêneres.